# Pedroso de Acim
Pedroso de Acim es un municipio y localidad española de la provincia de Cáceres, en la comunidad autónoma de Extremadura. El término municipal tiene una población de 92 habitantes (INE 2024).

## Historia

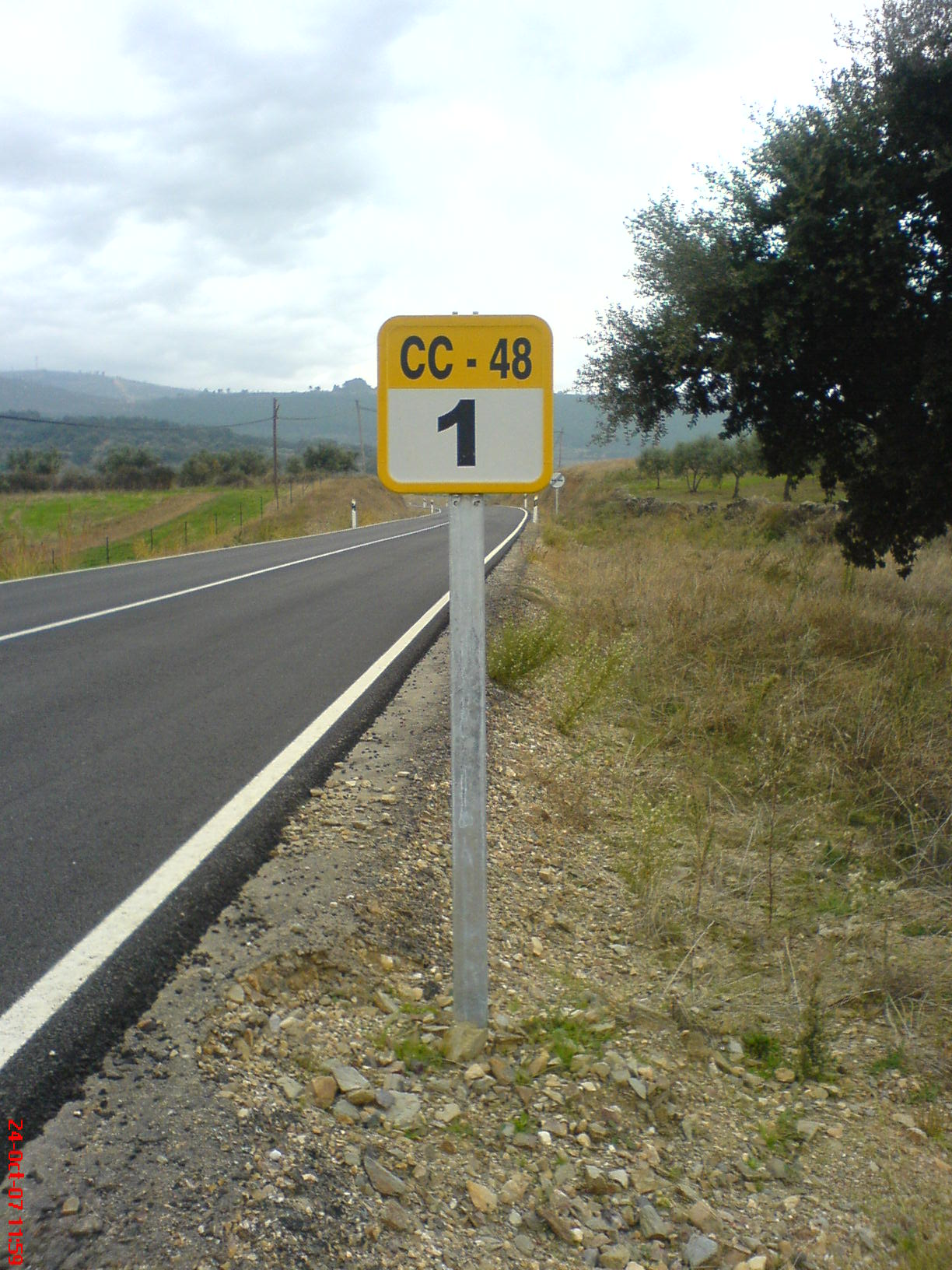
Hito kilométrico en la carretera provincial CC-48, que une Pedroso de Acim con la EX-109.

A la caída del Antiguo Régimen la localidad se constituye en municipio constitucional en la región de Extremadura, partido judicial de Garrovillas, entonces conocido como Pedroso, que en el censo de 1842 contaba con 160 hogares y 876 vecinos.
Hasta la reforma de la nomenclatura municipal de 1916 el municipio se llamaba simplemente Pedroso. En dicha fecha su nombre fue modificado por el de Pedroso de Acim.

## Demografía
Pedroso de Acim cuenta con una población de 92 habitantes (INE 2024).
| Gráfica de evolución demográfica de Pedroso de Acim entre 1842 y 2021 |
| |
| Población de derecho según los censos de población del INE Población de hecho según los censos de población del INEEn estos censos se denominaba Pedroso: 1842, 1857, 1860, 1877, 1887, 1897, 1900 y 1910. |

## Patrimonio
- Convento de El Palancar. Fundado por San Pedro de Alcántara (patrón de Extremadura) y conocido como el convento más pequeño del mundo.[cita requerida]
- Lavaderos públicos (Pilones).
- Máquina del tío Fabián.
- Peña "Los Cenizos".

## Festividades
Aunque no faltan las tradiciones en los ciclos de Navidad y Semana Santa, las fiestas principales de Pedroso de Acim se celebran el día de la Asunción de la Virgen, conocido como "la Virgen de Agosto", el 15 de agosto, con procesión, pujas y mesas de ofrendas; también el día de San Pedro de Alcántara, 19 de octubre, acabada la novena, hay procesión y romería al convento de El Palancar, fundado por el Santo penitente en 1557, que dista de la población de 2 km. Durante dos días se sueltan toros en la plaza mayor, que se lidian al modo tradicional, y se celebran verbenas populares. La última fiesta de la que nos queda por hablar, pero no por ello menos importante, la romería de San Pedro de Alcántara, celebrada el último sábado de mayo.